# نقره ساب‌فلورید
نقره ساب‌فلورید (به انگلیسی: Silver subfluoride) با فرمول شیمیایی Ag۲F یک ترکیب شیمیایی است. که جرم مولی آن 234.734 g/mol می‌باشد. 